# Boeing P-12
Boeing P-12 byl dvouplošný stíhací letoun vyvinutý americkým výrobcem Boeing pro Armádní letecký sbor Spojených států amerických. Prototyp absolvoval první let roku 1929. Do služby byl zařazen roku 1930. Jako F4B jej provozovalo rovněž americké námořnictvo a námořní pěchota. Většinu 30. let 20. století tak byl hlavním stíhacím letounem amerických ozbrojených sil. Kromě toho jej výrobce exportoval do řady dalších zemí. Mezi jeho uživateli byla Brazílie, Čína, Filipíny, Španělsko, Thajsko. Několik exemplářů se dochovalo. Celkem bylo vyrobeno 366 letounů P-12, 187 letounů F4B a dalších 33 strojů pro export.

## Vývoj

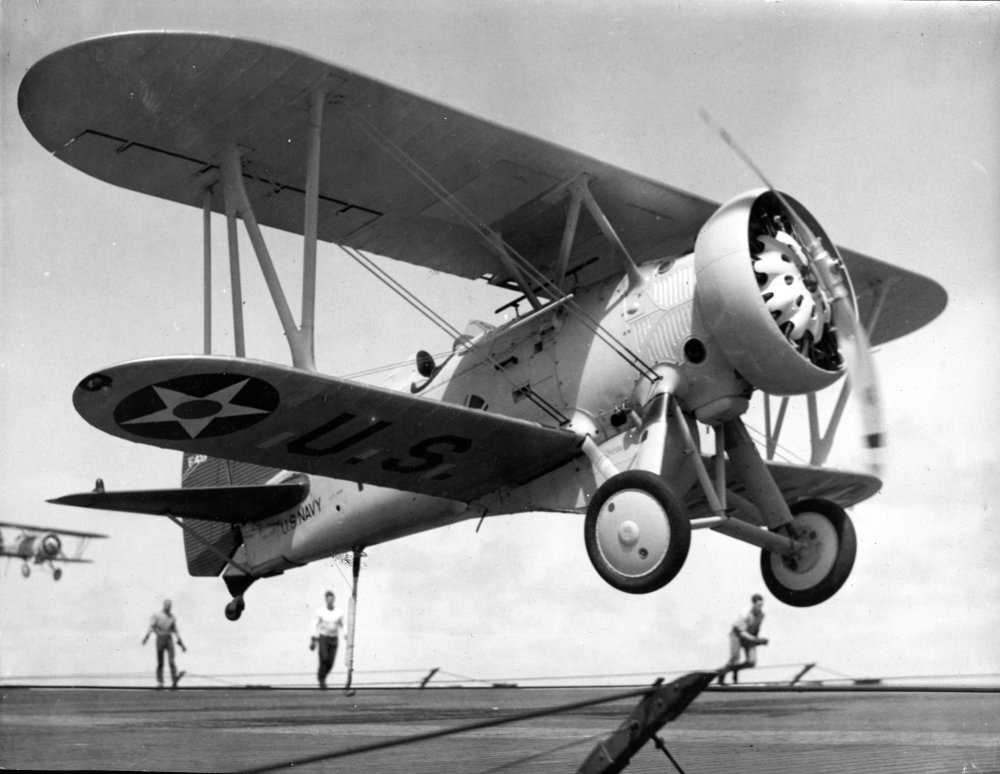
Boeing F4B-1 amerického námořnictva

Společnost Boeing z vlastní iniciativy postavila prototyp Boeing Model 99, který zamýšlela jako náhradu za stíhací letouny Boeing F2B a Boeing F3B. Prototyp absolvoval první let roku 1928. Oproti letounům F2B a F3B byl menší a obratnější. Jeho dalším vývojem vznikl prototyp Boeing P-12, který vzlétl 11. dubna 1929. Upravené verze letounu získalo americké námořnictvo, námořní pěchota, zahraniční a civilní uživatelé.
Dne 3. března 1931 bylo objednáno 135 kusů verze P-12E, z nichž bylo nakonec 25 kusů dokončeno ve verzi P-12F s výkonnějším motorem. Prototyp verze P-12E výrobce později prodal do Číny jako Boeing Model 218.

## Popis

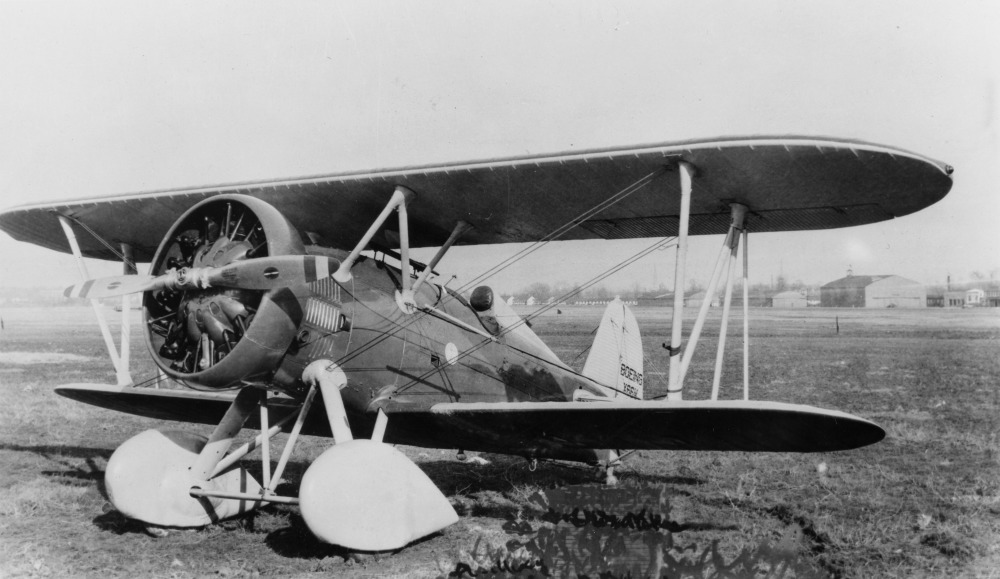
Boeing Model 218, což byl prototyp verze P-12E/F4B-3

P-12 byl jednomotorový jednomístný dvouplošník s pevným záďovým podvozkem. Křídla byla dřevěná s plátěným potahem. P-12E a P-12F měly celokovový trup. Obvyklou výzbrojí byly buď dva 7,62mm kulomety Browning, anebo jeden 7,62mm a jeden 12,7mm kulomet Browning. Dále unesl až 111 kg pum. Poháněl jej hvězdicový vzduchem chlazený devítiválec Pratt & Whitney R-1340-17 Wasp o výkonu 500 hp (370 kW).

## Uživatelé
Brazílie
- Brazilské letectvo

 Čínská republika
- Letectvo Čínské republiky

 Filipíny
- Filipínské letectvo

 Spojené státy americké

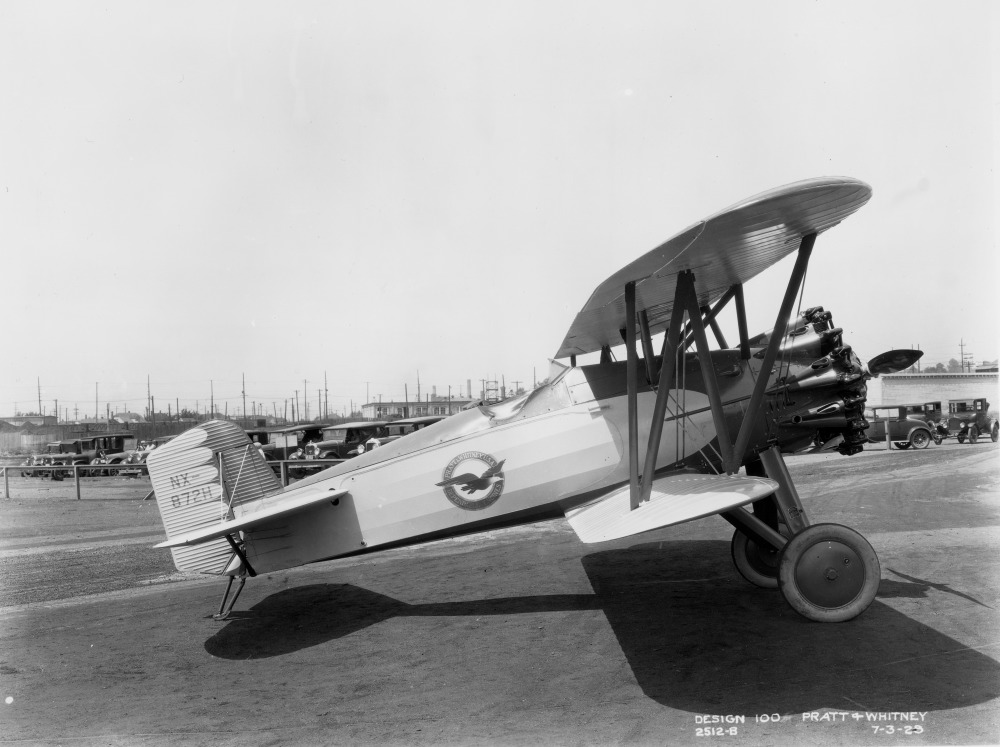
Boeing Model 100, což byla civilní verze F4B-1

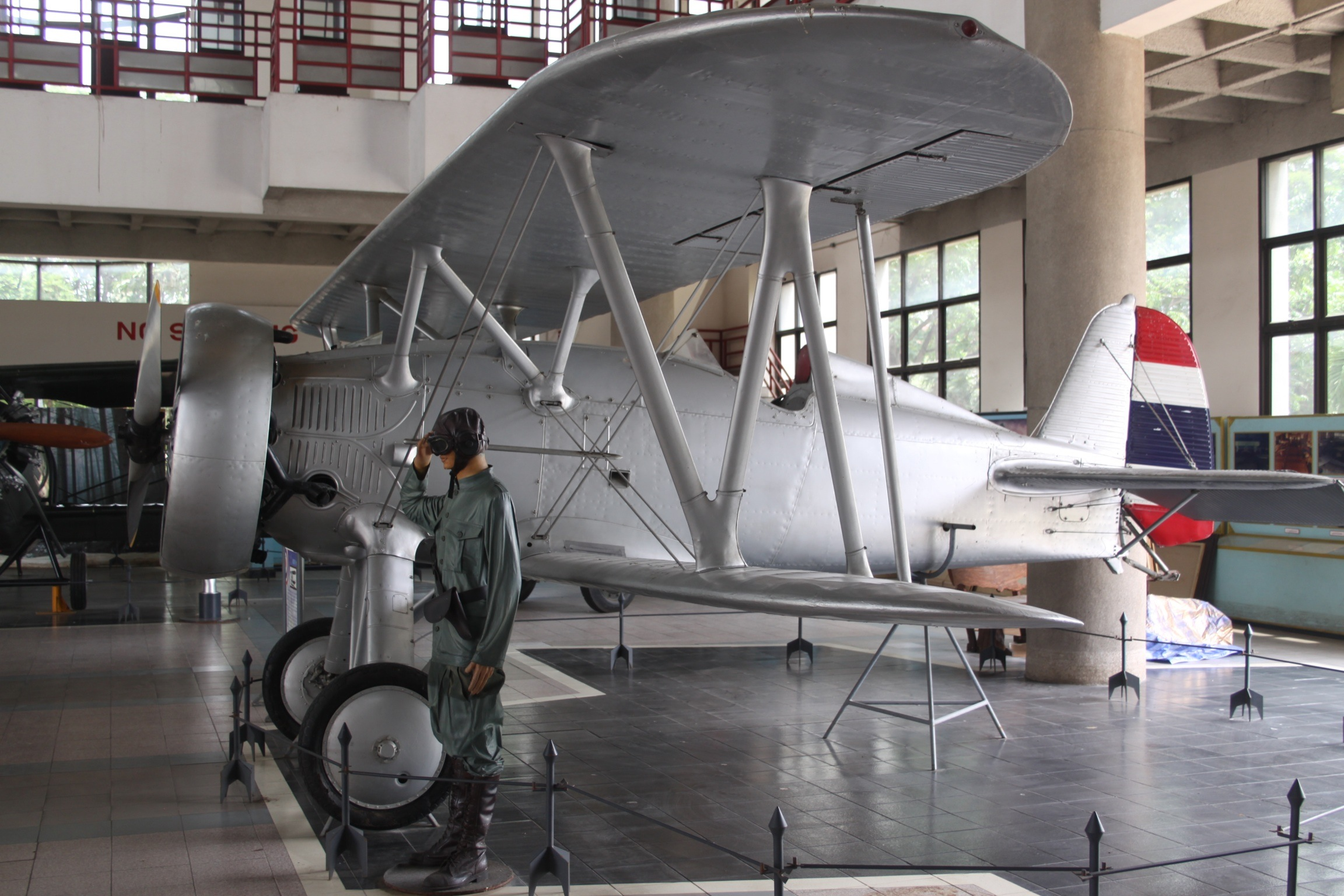
Thajský Boeing P-12E vystavený v Muzeu thajského královského letectva

- Armádní letecký sbor Spojených států amerických
- Námořnictvo Spojených států amerických
- Námořní pěchota Spojených států amerických

 Španělsko
- Španělské letectvo

 Thajsko
- Thajské královské letectvo

## Specifikace (P-12E)

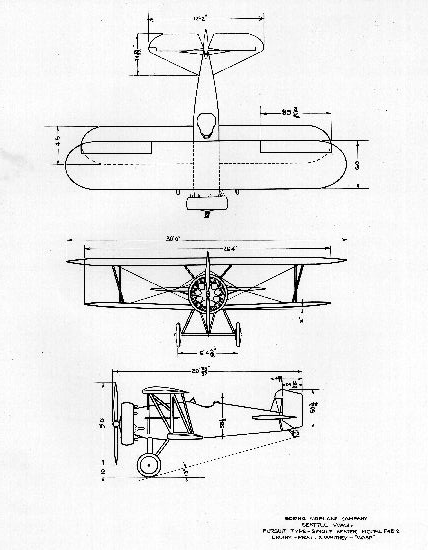
Třípohledový nákres

### Technické údaje
- Posádka: 1
- Rozpětí: 9,1 m
- Délka: 6,12 m
- Výška: 2,7 m
- Vzletová hmotnost: 1220 kg
- Pohonná jednotka: 1× hvězdicový vzduchem chlazený devítiválec Pratt & Whitney R-1340-17 Wasp
- Výkon motoru: 500 hp (370 kW)

### Výkony
- Maximální rychlost: 304 km/h
- Cestovní rychlost: 260 km/h
- Dostup: 8000 m
- Dolet: 920 km

### Výzbroj
- 2× 7,62mm kulomet Browning (možná byla i kombinace 1× 7,62mm kulomet Browning a 1× 12,7mm kulomet M2 Browning)
- až 111 kg pum